# Stethacanthus
Stethacanthus és un gènere extint d'aquest tauró primitiu, que va viure al Devonià superior i al Carbonífer inferior, fa al voltant de 360 milions d'anys. Aquesta criatura mesura gairebé un metre de longitud. És probable que s'alimentés d'altres espècies de peixos petits.
Stethacanthus és més conegut per la inusual forma que presenta la seva aleta dorsal, que s'assembla a una enclusa o la taula de planxar. Els petits becs (versió ampliada dels denticles cutanis que comunament cobreixen la pell de tauró) que abasta aquesta cresta, i el cap del tauró també. Alguns científics pensen que la cresta pot haver tingut una funció en el festeig, uns altres pensen que poden haver estat utilitzades per a defensa pròpia.